# Rubus diversus
Rubus diversus är en rosväxtart som beskrevs av William Charles Richard Watson. Rubus diversus ingår i släktet rubusar, och familjen rosväxter. Inga underarter finns listade i Catalogue of Life.